# Rio Côle
Côle é um rio da Dordonha, na França, afluente pela margem esquerda do rio Dronne. Nasce perto de Châtenet, aldeia em Firbeix. Corre em geral no sentido sudoeste. A sua confluência com o Dronne ocorre entre Condat-sur-Trincou e Brantôme. Tem 51,5 km de comprimento. e 338 km2 de bacia hidrográfica.
Da nascente até à foz, passa pelas seguintes comunas do departamento da Dordonha:  Firbeix, La Coquille, Mialet, Saint-Jory-de-Chalais, Saint-Romain-et-Saint-Clément, Thiviers, Saint-Jean-de-Côle, Saint-Pierre-de-Côle, La Chapelle-Faucher, Condat-sur-Trincou e Brantôme.